# Murusraptor
Murusraptor ("lupič ze stěny (kaňonu)") byl středně velký teropodní dinosaurus, který žil v době před asi 93 - 89 miliony let (geol. stupeň turon až koňak) na území dnešní argentinské Patagonie (provincie Neuquén). Fosilie tohoto dravého teropoda z čeledi Neovenatoridae a kladu Megaraptora byly objeveny roku 2001 v sedimentech spodnokřídového stáří v rámci souvrství Sierra Barrosa. O rok později byly vykopány a v roce 2016 je formálně popsali paleontologové Rodolfo Coria a Philip J. Currie.

## Tělesné rozměry

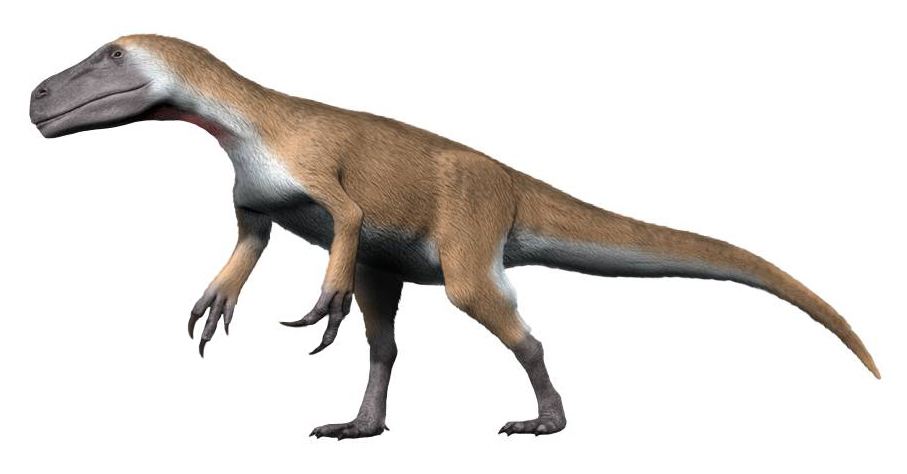
Murusraptor - rekonstrukce vzezření.

Holotyp dinosaura měřil na délku asi 6,4 metru, nešlo však ještě o plně dospělého jedince. Plně vzrostlý exemplář mohl být ještě delší a jeho hmotnost mohla přesáhnout jednu tunu. Představoval tak jednoho z větších zástupců této vývojové skupiny teropodů, přičemž největší z nich (jako byly další jihoamerické rody Aerosteon nebo Maip) dosahovali délky až přes 9 metrů.

## Patologie
Některé stopy na lebce naznačují přítomnost kostní infekce v okolí mozkovny a žeber. Zadní část lebky byla dokonce celá deformovaná. Tato patologie nasvědčuje těžké infekci, která mohla být dinosaurovi osudná. Zachovaly se také stopy kousnutí jiným dravým dinosaurem. Podrobný výzkum neuroanatomie a osteologie lebky murusraptora byla publikována roku 2017.